# Avia BH-19
Avia BH-19 – czechosłowacki samolot myśliwski z okresu międzywojennego.

## Historia
W 1924 roku w wytwórni lotniczej Avia opracowano kolejny samolot myśliwski w układzie jednopłatowca, co było powrotem do koncepcji samolotu Avia BH-3. Zastosowano w nim podobnie do innych samolotów silnik licencyjny Škoda HS 8Fb. 
Pierwszy prototyp samolotu BH-19 został oblatany w dniu 30 czerwca 1924 roku, a następnie poddany został testom fabrycznym, w czasie których w dniu 7 sierpnia uległ katastrofie i został rozbity. Zbudowano wtedy drugi prototyp, który po serii testów fabrycznych w grudniu 1925 roku przekazano lotnictwu wojskowemu w celu przeprowadzenia dalszych testów. W 1926 roku przeprowadzono także testy i próby w Wojskowym Instytucie Badawczym Lotnictwa. Tam stwierdzono, że konstrukcja tego samolotu nie odpowiada wymogom lotnictwa wojskowego i w związku z tym Ministerstwo Obrony Narodowej nie wyraziło zainteresowania tą konstrukcją. Rozpoczęta w tym czasie budowa trzeciego prototypu została zaniechana, a wytwórnia wycofała się z dalszych prac nad tym samolotem.

## Służba
Prototyp samolotu Avia BH-19 był używany tylko do testów fabrycznych w latach 1924 – 1925, a następnie w 1926 roku w testach przeprowadzanych przez lotnictwo wojskowe.

## Konstrukcja
Samolot myśliwski Avia BH-19 był dolnopłatem o konstrukcji drewnianej. Kadłub mieścił odkrytą kabinę pilota, a przed nią umieszczono silnik. Napęd stanowił silnik widlasty w układzie V, 8-cylindrowy chłodzony cieczą. Podwozie klasyczne, stałe.
Uzbrojenie stanowiły 2 zsynchronizowane karabiny maszynowe Vickers kal. 7,7 mm umieszczone w kadłubie po obu stronach silnika.